# Louisa Matthíasdóttir
Louisa Matthíasdóttir (* 20. Februar 1917 in Reykjavík; † 26. Februar 2000 in Delhi, New York) war eine isländisch-amerikanische Malerin. Ihre Arbeiten wurden unter anderem in die Sammlungen der Tate Gallery in London und diverse Museen in Skandinavien und den USA aufgenommen.

## Leben
Louisa Matthíasdóttir wurde 1917 in Reykjavík als jüngstes von drei Kindern von Ellen L.M. Johannessen und Matthías Einarsson in eine wohlhabende Familie geboren und wuchs von 1925 bis 1937 im berühmten Haus Höfði auf. Ihre Eltern unterstützten sie, indem sie ihr privaten Kunstunterricht ermöglichten. Ihr Vater war ein früher Förderer des isländischen Malers Jón Stefánsson und besaß weitere Gemälde. Da es in Island zu der Zeit keine entsprechenden Ausbildungsmöglichkeiten hab, absolvierte Louisa 1934 bis 1937 eine Ausbildung an der Kunsthåndværkerskolen in Kopenhagen, einer eher auf angewandte Kunst bzw. Design ausgelegte Schule. Die Eltern wollten ihr damit ermöglichen, mit Kunst ihren Lebensunterhalt selbst zu bestreiten. Nach dem Abschluss setzte sie nach einem Sommer zuhause in Island ihre Studien bei Marcel Gromaire in Paris fort, wo sie bei einer befreundeten Familie lebte. Sie verließ Paris im Sommer 1939 wegen der angespannten politischen Situation.
Die nächsten Jahre waren vom Beginn des Zweiten Weltkriegs und der Besetzung Islands durch Großbritannien geprägt. Der lokalen Kunstszene tat dies anscheinend wenig Abbruch; Louisa wurde ein Teil davon und entwickelte ihre Fähigkeiten als Malerin weiter, obwohl sie mit ihrer Ausbildung in Kopenhagen auch etwa als Designerin hätte arbeiten können. Ihr Vater stellte ihr die räumlichen Möglichkeiten zur Verfügung. Sie machte unter anderem Bekanntschaft mit dem späteren Nobelpreisträger Halldór Laxness, der ihr Modell saß und über sie und befreundete junge Kunstschaffende publizierte. Sie malte außerdem mehrere Porträts von Steinn Steinarr.
Ende 1942 zog sie gemeinsam mit ihrer Freundin, der Künstlerin Nína Tryggvadóttir nach New York City, wo sie ihr Studium an der Schule von Hans Hofmann fortsetzte, dessen expressionistische Richtung ihrem inzwischen entwickelten – europäisch beeinflussten – Stil zusagte. New York war in dieser Zeit voll von europäischen Kunstschaffenden, die geflohen oder emigriert waren. Neben Louisa gehörten die Malerin Virginia Admiral und ihr Ehemann, der Maler Robert De Niro, Sr. dem Kreis um Hans Hofmann an; hier lernte sie auch den Künstler Leland Bell (1922–1991) kennen, mit dem sie sich 1944 verheiratete. Ihre 1945 geborene Tochter Temma war die nächsten Jahre regelmäßiges Motiv ihrer Arbeiten.
Ihre erste Einzelausstellung, die in der New York Times zweimal besprochen wurde, hatte Louisa 1948 in der Jane Street Gallery. 1951 verbrachte die Familie ein Jahr in Paris, gefolgt von einem Aufenthalt in Island bis Ende 1951/Anfang 1953. Sie lebten und arbeiteten in bescheidenen Verhältnissen; Leeland Bell hatte zuvor als Reinigungskraft gearbeitet, jetzt bewohnten sie ein Zweizimmer-Appartement eines Verbindungshauses, wo sie im Gegenzug die Aufgabe als Hauselternpaar übernahmen. In den 1950ern entwickelte Louisa ein Interesse an Bildhauerei, und 1958 hatte sie eine weitere Einzelausstellung in der Tanager Gallery.
Zwischen 1994 und 1991 stellte Louisa ihre Arbeiten regelmäßig in der Schoelkopf Gallery in Manhattan aus. Größere Einzelausstellungen hatte sie etwa in der American-Scandinavian Foundation und in Island, außerdem eine größere Wanderausstellung in den Jahren 1996 und 1998. Sie lebte bis 1999 in New York, verbrachte aber regelmäßig, mit zunehmendem Alter immer längere Zeiträume in Island – was sich auch auf die Motive ihrer Arbeiten auswirkte, die stets neben ihrem direkten Lebensumfeld die baumlosen Landschaften ihrer Heimat zeigten.
In den späten 1990ern zog Louisa, zunehmend gebrechlich, zur Familie ihrer Tochter (ebenfalls Malerin) auf deren Farm nach Delhi, eine Kleinstadt im Staat New York. Sie starb dort im Februar 2000 in einem Krankenhaus.

## Werke
Auf den ersten Blick sind Louisa Matthíasdóttirs Arbeiten schlicht und zurückhaltend: klar und flächig gezeichnete Landschaften, Tiere (Pferde, Schafe, Hunde, Katzen), Selbstporträts und die Tochter Temma, außerdem spärlich arrangierte Stillleben. Menschen malte sie nur als Typen, selten als wiedererkennbare Individuen. Ihre Stadtansichten wurden mit Edward Hopper oder Giorgio de Chirico verglichen. An ihrem Stil oder der Technik änderte sie über die Jahre nur wenig, am ehesten wurde er noch klarer und einfacher: weniger Farben und breitere Pinselstriche. Während sie ihre Landschaften meist in kleinem Format anlegte, hatten die Stillleben oft deutlich größere Ausmaße – bis zu 1,80 Meter Kantenlänge.
Anders als Leland Bell und ihr künstlerisches Umfeld entzog sich Louisa weitestgehend externen Einflüssen (etwa Piet Mondrians Abstraktion oder Hans Arp) und bestand auf ihrer Eigenständigkeit. Als einziges Vorbild ließ sie Henri Matisse gelten.
Louisa Matthíasdóttirs Gesamtwerk wurde erst 1999 erstmals in einer Monographie von Jed Perl aufgearbeitet, dessen Text sie wenige Monate vor ihrem Tod noch zu sehen bekam.

### Werke in öffentlichen Sammlungen (Auswahl)
- Still Life with Frying Pan and Red Cabbage, 1979; Öl auf Leinwand, Tate Gallery, London[10]
- Sjálfsmynd, 1984; Isländische Nationalgalerie (Listasafni Íslands)[11]
- Sjálfsmynd, 1939/40 und Sjálfsmynd; Hafnarborg, Hafnarfjördur Centre of Culture and Fine Art[12]
- Hirshhorn Museum and Sculpture Garden[13]
- Self-Portrait, 1982 und Self-Portrait in Overalls (ohne Datum), National Academy of Design, New York[14]

## Ausstellungen (Auswahl)

### Einzelausstellungen
- 1970: Albrecht Art Museum, Saint Joseph, Missouri[15]
- 1982: Mount Holyoke College Art Museum, South Hadley, Massachusetts
- 1987: Bryggens Museum, Bergen, Norwegen
- 1993: Reykjavík Art Museum
- 1996: Nordic Heritage Museum, Seattle, Washington
- 1996: The Maier Museum of Art, Lynchburg, Virginia
- 2004–2006: Louisa Matthiasdottir: A Retrospective, u. a. in Akureyri Art Museum, Akureyri, Island

### Gruppenausstellungen
- 1967: Painting and Sculpture Today, John Herron Art Museum, Indianapolis, Indiana[15]
- 1973: Biennial Exhibition, Whitney Museum of American Art, New York City
- 1981–1982: Contemporary American Realism Since 1960, u. a. in Virginia Museum of Fine Arts, Richmond, Virginia
- 1981–1982: Contemporary American Vistas: Contemporary American Landscapes, u. a. Virginia Museum of Fine Arts, Richmond, Virginia
- 1982: Perspectives on Contemporary Realism: Works on Paper from the Collection of Jalane and Richard Davidson, u. a. Art Institute of Chicago
- 2009: From Unuhús to West 8th Street, Reykjavík Art Museum (Listasafn Reykjavíkur), Werke von Nína Tryggvadóttir und Louisa Matthíasdóttir

## Auszeichnungen
- 1988: Falkenorden (Ritterkreuz), Isländischer Verdienstorden[15]
- 1996: Kulturpreis der American-Scandinavian Foundation[15]
- 1998: Mitgliedschaft in der American Academy of Arts and Letters[15]